# La Poly Normande 2006
La Poly Normande 2006, ventiseiesima edizione della corsa e valida come evento dell'UCI Europe Tour 2006 categoria 1.1, si svolse il 30 luglio 2006 su un percorso totale di 157 km. Fu vinta dal francese Anthony Charteau che terminò la gara in 3h39'45", alla media di 42,86 km/h.
Al traguardo 79 ciclisti portarono a termine il percorso.

## Ordine d'arrivo (Top 10)
| Pos. | Corridore         | Squadra         | Tempo    |
| ---- | ----------------- | --------------- | -------- |
| 1    | Anthony Charteau  | Crédit Agricole | 3h39'45" |
| 2    | Bert Scheirlinckx | Jartazi         | s.t.     |
| 3    | Nicolas Crosbie   | Agritubel       | a 4"     |
| 4    | Yann Pivois       | Bretagne        | a 9"     |
| 5    | David Le Lay      | Bretagne        | a 1'09"  |
| 6    | Rémi Pauriol      | Crédit Agricole | a 2'32"  |
| 7    | Laurens ten Dam   | Unibet.com      | a 2'36"  |
| 8    | Nicolas Roche     | Cofidis         | a 2'43"  |
| 9    | Arnaud Gérard     | F. des Jeux     | a 2'47"  |
| 10   | Lloyd Mondory     | AG2R Prév.      | a 2'49"  |